# ポインツ・オブ・ライト財団
ポインツ・オブ・ライト財団 (Points of Light Institute) は、アメリカ合衆国の全国規模の非営利団体である。人的・物的資源を結びつけ、ボランティア活動を通じて深刻な社会問題の解決に貢献することを目的としている。

## 歴史
1990年に設立されたポインツ・オブ・ライト基金は、ボランティアを基礎とした団体の支援や、ボランティア志願者とボランティアの機会とを結びつける様々な企画、製品、サービスを提供した  。
団体の名称はアメリカ合衆国大統領のジョージ・H・W・ブッシュが以下の一般教書演説でも多用したスローガン「千点の光 (thousand points of light)」に由来する。
We have within our reach the promise of a renewed America. We can find meaning and reward by serving some higher purpose than ourselves, a shining purpose, the illumination of a Thousand Points of Light. And it is expressed by all who know the irresistible force of a child's hand, of a friend who stands by you and stays there, a volunteer's generous gesture, an idea that is simply right.
1991年にナショナル・ボランティア・センターを合併した。合併後の団体はポインツ・オブ・ライト・ファウンデーション・アンド・ボランティア・センター・ナショナル・ネットワークとして2000年代に知られるようになる。
アメリカ全土に250を超える数の地域ボランティアセンターを持つネットワークへと拡大した。各ボランティアセンターは、ボランティア志願者とボランティアの機会とを結びつけるコミュニティのハブとして地域の非営利組織とビジネスを確立し、ボランティアのプログラムを充実させることと、ボランティアのコミュニティに対する地域のインフラ整備を促進する機能を持つ。
ポインツ・オブ・ライトは基金と銘打っていはいたものの、実際には助成団体ではなかった。財団が持つボランティアセンターや災害ボランティアに関するプログラム、企業ボランティア協議会などを含む多くのボランティア関連の事案に携わるようになる。
ポインツ・オブ・ライト・ファウンデーション・アンド・ボランティア・センター・ナショナル・ネットワークは、アトランタを拠点とするハンズオン・ネットワークと、合併を通じてボランティア活動と奉仕に主眼を置いた地域の加盟組織から成る全国規模の団体を創設に向けた協議をもつようになる。
二つの団体は2007年8月11日にポインツ・オブ・ライト財団として正式に合併した。その後2011年後半までの間に、より簡潔なポインツ・オブ・ライトという名称を使用する機会が多くなった。

## 活動内容
団体はボランティアの行動を喚起する全国規模のポータルサイトの運営やハンズオン・ネットワーク、大統領ボランティア活動賞、全米ボランティア会議など、様々な特筆すべき活動を展開している 。
財団が運営するエクストラ・マイルは、著名なボランティア活動家に敬意を評してワシントンD.C.の街道に埋め込まれた飾り板である。ブッカー・T・ワシントンなど、数多くの活動家が表彰されている。
ハンズオン・ネットワークは、地域団体や学校とパートナーシップを組んでコミュニティの利益を実践活動を通して創造しているほか、コミュニティのニーズを世界的に知らせるため、団体に加盟する何十万ものボランティアに対して協力を呼びかけている。また、ボランティア加盟者の時間と興味の中からコミュニティのニーズに合ったボランティア活動を選択できるようにしている。ボランティア参加者が他の参加者を指導できるように、教育とトレーニングを施している。